# Bestia (Marvel Comics)
Bestia, valódi nevén dr. Hank McCoy egy kitalált szereplő, szuperhős a Marvel Comics képregényeiben. A szereplőt Stan Lee és Jack Kirby alkotta meg. Első megjelenése az X-Men első számában volt, 1963 szeptemberében.
Bestia mutáns, az X-Men csapatának egyik alapító tagja. Első megjelenésekor Bestia enyhén az emberszabású majmokra jellemző tulajdonságokkal rendelkezett. Fizikai ereje meghaladta egy közönséges emberét, kezei és lába nagyobb méretűek voltak. Mutációjának jegyei idővel erősebben megmutatkoztak; kék testszőrzetet növesztett, koponyája macskaszerűvé alakult és érzékszerveinek érzékenysége is felerősödött.
Állatias megjelenése ellenére számos területen zseniális tudós, többek között a biokémiában és a genetikában.